# Doctor (Star Trek)
El Programa holográfico médico de emergencia, conocido como El Doctor, es un personaje ficticio de la serie de televisión Star Trek: Voyager. Es la primera versión de una serie de este tipo de programas por lo que es conocido también como HME-1. El personaje es interpretado por el actor Robert Picardo.

## Descripción
El doctor inicia sus servicios en la Nave de la Federación Unida de Planetas USS Voyager como el programa médico de emergencia, implemento estándar interconstruido en la mayor parte de las enfermerías de las nuevas naves de la Flota Estelar, para cubrir emergencias de forma temporal. En el primer episodio de la serie, el jefe de enfermería y su enfermera vulcana pierden la vida, por lo que el HEM es activado. Al encontrarse lejos de la Federación no es posible encontrar reemplazo médico por lo que el HEM es forzado a funcionar permanentemente; al no haber sido concebido como una forma de vida artificial el Doctor se ve obligado a desarrollar su propia personalidad casi a partir de cero, lo que ejerció una gran presión sobre él durante los primeros años del viaje a casa. 
Para lograrlo, el Doctor lleva a cabo experimentos de como inocularse a sí mismo una versión holográfica del virus de la gripe romulana o se creó para sí mismo una familia en la holocubierta (Temporada 3 capítulo 22, Vida Real), para tratar de entender mejor a sus pacientes orgánicos. El Doctor ha estado enamorado en varias ocasiones (de su asistente Kes, así como de Siete de Nueve y sostuvo una relación romántica con una científica Vidiiana a quién rescata de la muerte con una asombrosa técnica desarrollada por él, transfiriendo sus engramas cerebrales a una representación holográfica de su paciente (Temporada 2 capítulo 19, Signos Vitales). Gracias a estas experiencias el Doctor logra crear complejas relaciones interpersonales con el resto de la tripulación, obtiene el cargo de Médico en Jefe de la Voyager y desarrolla gustos e intereses propios más allá de su programación original, convirtiéndose en un destacado dramaturgo, fotógrafo, e incluso intérprete y conocedor de la ópera.
El Doctor continuamente se enfrenta a cuestionamientos éticos, muchos de ellos relacionados con la práctica médica, como la ocasión en que debió decidir atender a uno de dos pacientes agonizantes; él elige a Harry Kim. La otra Paciente, la cadete Jetal, fallece en la mesa de operaciones. El Doctor se ve abrumado por la culpa, debido a que eligió a Harry a quien considera su amigo. Posteriormente el estrés casi provocó el colapso del programa del Doctor, por lo que se pensó en reiniciarlo (lo que significó eventualmente perder todos los adelantos logrados en su programación). Janeway fue convencida de que el Doctor tenía derecho a aprender de sus errores y no podía ser tratado simplemente como una máquina defectuosa (Temporada 5 capítulo 11, Imagen Latente).
El Doctor es una metáfora del desarrollo de los derechos humanos de tercera generación desarrollados en la década de los noventa, época de realización de la serie, al ser un holograma es visto como una minoría, por lo que debe luchar por ser reconocido, primero como persona, después como sujeto de derecho; consigue crear jurisprudencia al lograr que le sean reconocidos sus derechos de autor de una holonovela escrita por él y muy popular en el Cuadrante Alfa (Temporada 7 Capítulo 20, Autor autor).
El Doctor obtiene autonomía total de los holoemisores al conseguir un holoemisor portátil creado en el siglo XXIX, lo que le permite salir incluso de la nave misma (Temporada 3, capítulos 9 y 10, El fin del futuro).

## Construcción de la personalidad del Doctor

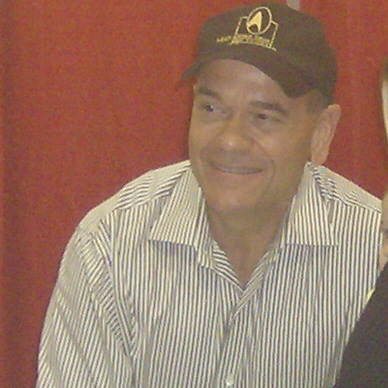
Robert Picardo

La compleja construcción de la personalidad del Doctor representó un reto para los escritores de la serie, así como para Robert Picardo, debido a que la personalidad se ensambló a lo largo de los capítulos; en un principio, el doctor está programado para atender pacientes de forma efectiva y abnegada y contiene en su base de datos el conconimiento de cientos de doctores afamados en la historia de la Federación lo que representa la base de su personalidad, sin embargo, también posee rasgos y la imagen de su programador, el Doctor Lewis Zimmerman, un ampuloso, intolerante y aislado científico adscrito a la Base Júpiter de la Federación, esto hace que el Doctor tenga dificultades con la tripulación de la Voyager. Impulsado por su asistente Kes quién le demuestra que él ha empezado a rebasar por sí mismo su programación original; uno de sus primeros logros es eliminar la frase estándar Por favor, especifique la naturaleza de la emergencia médica que debía repetir cada vez que su programa era activado, además de que la Capitán le concede la posibilidad de que él mismo apague su programa evitando quedar encendido por días si alguien olvidaba apagarlo.
Su sorprendente capacidad creativa le permite lograr avances médicos inusitados como la reprogramación de las nanosondas borg para usos terapéuticos, la creación de órganos holográficos de emergencia o nuevas vacunas para las enfermedades del cuadrante Delta, desconocidas hasta entonces por la Federación; estos logros inflaron el ego del Doctor, quién continuamente solicita reconocimiento haciendo padecer a sus compañeros de largos y tediosos discursos sobre su propia excelencia; en algunas ocasiones, Jenaway pone al Doctor en modo silencioso para evitar sus soliloquios.
El Doctor es el miembro de la tripulación que ha padecido más problemas emocionales y de personalidad, debido, en algunas ocasiones, a errores en su programación y otras tantas por su imprudencia al manipular su programa.
Existe la posibilidad de reinicializar al Doctor a su estado original. Esta posibilidad nunca ha sido utilizada, debido a que todos los avances y conocimientos obtenidos por él durante el viaje se verían perdidos irremediablemente, lo que resulta inaceptable para la tripulación, quienes lo consideran un individuo y para muchos, su amigo.
El programa entero del Doctor utiliza 50 millones de gigaquads.

## Holograma de Comando de Emergencia
En el capítulo "Poder mental" (Temporada uno, capítulo 13) una presencia intangible controla momentáneamente la mente de los tripulantes para evitar llegar a una nébula donde eventualmente serán víctimas de una emboscada de una raza llamada "Los Comarianos", por lo que la Capitán le otorga los códigos de mando al Doctor aunque no lo pone al frente de la nave, sin embargo, es desactivado; no obstante el término "Comando de Emergencia Holográfica" se acuñó por primera vez por El Doctor, en el episodio, "Pensador, Tenor, Doctor, Espía" (temporada 6 capítulo 4), donde él crea un programa que le permite fantasear. En sus grandiosas ensoñaciones, el Doctor añade rutinas que le permiten tomar el mando de la Voyager, en el caso de que el comando de la tripulación se encuentre incapacitado. Sus Fantasías son recogidas por una nave de la Jerarquía oculta en una nebulosa cercana, quienes creen que son hechos reales. Una vez que la tripulación descubre que el Doctor está soñando con los ojos abiertos, se tuvo conocimiento de algunos de sus deseos: logrando proyectar sus fantasías en la holocubierta, incluyendo su deseo de ser un Comando de Emergencia Holográfica. La capitana Janeway promete al Doctor tener en cuenta su propuesta. 
El Comando de Emergencia Holográfica hizo su debut en la temporada siguiente, en el episodio "Trabajos Forzados" (temporada 7, capítulos 16 y 17), donde la tripulación se ve obligada a abandonar la nave, y son puestos a trabajar por alienígenas después de haber sido borrados sus recuerdos. La única manera de mantener la nave en movimiento es que el Doctor tome el control de la nave junto a Harry. 
Asimismo, en el episodio "Hombre del Renacimiento" (temporada 7, capítulo 24) El Doctor como Comando de Emergencia Holográfica usa su rango para expulsar el núcleo warp, en contra de la voluntad del resto de la tripulación.
En Star Trek: First Contact, mientras el Capitán Picard huye de los Borg, en la enfermería la Doctora Beverly Crusher activa al Doctor de la Enterprise-E. La Doctora le pide al Doctor que mantenga la puerta cerrada o genere una distracción mientras huye de los Borg. El Doctor, simulando una frase de su casting, contesta "Soy un médico, no un tope de puerta".

## Copias de respaldo del Doctor
A diferencia de la mayoría de los programas de ordenador, el programa del Doctor nunca tuvo una copia de seguridad. Esto es extraño dentro de la lógica de la serie, pero se trata de un error necesario desde el punto de vista dramático. Si el Doctor pudiera ser restaurado desde una copia de seguridad provocaría que nunca estuviera realmente en peligro real. La excepción a esta regla, sin embargo, se produce en "testigo presencial" (temporada 4, capítulo 23), que presenta una mirada hacia el futuro de una copia de seguridad del Doctor.

## Casting
Durante su audición para el papel del Doctor, Robert Picado se le pidió que se limitara a decir: "¡Alguien se olvidó de apagar mi programa!". Sin embargo, añadió que la línea, "Soy un médico, no una lámpara de noche" (Picardo inicialmente temió haber arruinado sus posibilidades - después explicó que eso era algo que uno simplemente 'no debe hacer' en una audición). [1] Sin embargo, consiguió el papel

## El Nombre del Doctor
En su búsqueda de personalidad el Doctor se ha dado a sí mismo diversos nombres, como "Schmullus", "Schweitzer" (en honor a Albert Schweitzer),"Van Gogh", "Kenneth", y varios otros. En los capítulos finales "Fin del juego parte I" él se casa con una Humana (Alana) y se pone el nombre de "Joe" en honor al abuelo de su esposa.

## Recepción
En 2018, The Wrap clasificó al EMH de Voyager como el 22º mejor personaje de Star Trek en general, y destacó al personaje como un "holograma sarcástico y sobrecargado de trabajo", que también tenía tiempo para bromas y ayudar a sus compañeros de tripulación. 
En 2016, la revista Wired clasificó al personaje como el 16º personaje más importante al servicio de la Flota Estelar dentro del universo de ciencia ficción de Star Trek. 
En 2016, SyFy clasificó a "The Doctor/Voyager EMH" como el segundo mejor de los seis médicos espaciales del elenco principal de la franquicia Star Trek. 
En 2013, la revista Slate clasificó al Doctor como uno de los diez mejores personajes de la tripulación de la franquicia Star Trek.